# 山内一也
山内 一也（やまのうち かずや、1931年7月17日 - ）は、日本のウイルス学者、獣医師。農学博士。東京大学 名誉教授。専門は人獣共通感染症学、ウイルス学。
北里研究所所員、国立予防衛生研究所室長、東京大学医科学研究所教授、日本生物科学研究所主任研究員などを歴任。日本ウイルス学会名誉会員、ベルギー・リエージュ大学名誉博士。

## 人物
国立予防衛生研究所室長などを経て東京大学医科学研究所教授。天然痘と牛疫という二大感染症の根絶に貢献。牛疫根絶計画では、国際獣疫事務局（OIE）学術顧問、国連食糧農業機関（FAO）顧問を務めた。また、2000年初頭の牛海綿状脳症問題（BSE問題）にからみ、食品安全委員会プリオン専門調査会の委員を務めた。
医科研時代は、実験動物研究施設長、組換えDNA委員会委員長や倫理委員会委員長などを務めた。医科研の前は国立予防衛生研究所麻疹ウイルス部で麻疹ウイルス、トリ白血病ウイルス（鶏白血病）の研究を、その前は北里研究所でワクチンを研究。 またカリフォルニア大学デービス校（UCデービス校）に留学時代はブタのポリオウイルスの研究もしていた。スローウイルス感染症（遅発性ウイルス）、組換え牛疫ウイルスワクチン開発、麻疹、イヌジステンパーウイルス（CDV）といったモービリウイルス（モルビリウイルス属）の研究を通じ、現代のウイルス研究に大きな貢献を果たしている。2000年代初頭より発生した、牛海綿状脳症（BSE）に関する一連の問題では、感染症研究の第一人者として衆議院にて参考人を務めるなど、オピニオンリーダー的な役割を果たした。モービリウイルス研究で日本農学賞を授与されている。
主な著書に『エマージングウイルスの世紀』（河出書房新社、1997年）『ウイルスと人間』（岩波書店、2005年）『史上最大の伝染病 牛疫 根絶までの四〇〇〇年』（岩波書店、2009年）『ウイルスと地球生命』（岩波書店、2012年）『近代医学の先駆者―ハンターとジェンナー』（岩波書店、2015年）『はしかの脅威と驚異』（岩波書店、2017年）『ウイルス・ルネッサンス』（東京化学同人、2017年）『ウイルスの意味論―生命の定義を超えた存在』（みすず書房、2018年）などがある。
2018年に出版した「ウイルスの意味論―生命の定義を超えた存在」は、各界からの反響を呼び、『ダ・ヴィンチ』（2020年7月号）の人気連載コーナー「この本にひとめ惚れ」でも「コロナウイルスについて様々な議論が交わされているが、ウイルスをずっと見つめてきた科学者の言葉をこそ読みたい。」と紹介されるなど、重版となっている。
また、新型コロナウイルスについても、ウイルス学が専門で感染症の歴史や新興感染症に詳しい第一人者として、メディアから取材を受けている。半世紀以上にわたりウイルス研究と感染症対策にたずさわってきた山内は、「（ウイルスは）脅威ではあるが、敵対するものではない」とウイルスと人類の関係とに独自の考えを持っている。新型コロナウイルスの流行は、野生動物と接触する機会が多い現代社会の環境が背景にあると指摘し、ウイルスと人類の関わりを考え直すべきだと提言している。

## 経歴

### 略歴
- 1956年 - 1979年 北里研究所所員
- 1961年 - 1964年 カリフォルニア大学獣医学部留学
- 1965年 - 1986年 国立予防衛生研究所麻疹ウイルス部室長
- 1978年 - 1979年 京都大学ウイルス研究所神経ウイルス病部門助教授（併任）
- 1979年 - 1992年 東京大学 医科学研究所実験動物研究施設 教授
- 1980年 - 1981年 京都大学ウイルス研究所神経ウイルス病部門教授（併任）
- 1992年 - 2007年 日本生物科学研究所 主任研究員

## おもな出版物

### 単著
- ウイルス感染と免疫（1979年12月 中外医学双書）
- エマージングウイルスの世紀―人獣共通感染症の恐怖を越えて（1997年12月 河出書房新社）
- 異種移植―21世紀の驚異の医療（1999年9月 河出書房新社）
- キラーウイルス感染症―逆襲する病原体とどう共存するか （ふたばらいふ新書）（2001年2月 双葉社）
- 狂牛病(BSE)・正しい知識（2001年12月 河出書房新社）
- 狂牛病と人間 （岩波ブックレット）（2002年1月 岩波書店）
- プリオン病の謎に迫る （NHKブックス）（2002年4月 日本放送出版協会）
- ウイルス究極の寄生生命体 （NHK人間講座）（2005年1月 日本放送出版協会）
- ウイルスと人間 （岩波科学ライブラリー）（2005年5月、新版2020年9月 岩波書店）
- 地球村で共存するウイルスと人類 （NHKライブラリー）（2006年9月 日本放送出版協会）
- 史上最大の伝染病牛疫―根絶までの4000年（2009年8月 岩波書店）
- どうする・どうなる口蹄疫 （岩波科学ライブラリー）（2010年8月 岩波書店）
- ウイルスと地球生命 （岩波科学ライブラリー）（2012年4月 岩波書店）
- 近代医学の先駆者―ハンターとジェンナー （岩波現代全書）（2015年1月 岩波書店）
- エボラ出血熱とエマージングウイルス （岩波科学ライブラリー） （2015年2月 岩波書店）
- ウイルス・ルネッサンス―ウイルスの知られざる新世界 （科学のとびら）（2017年2月 東京化学同人）
- はしかの脅威と驚異 （岩波科学ライブラリー）（2017年9月 岩波書店）
- ウイルスの意味論―生命の定義を超えた存在（2018年12月 みすず書房）
- ウイルスの世紀―なぜ繰り返し出現するのか（2020年8月 みすず書房）
- ウイルスと人間 （岩波科学ライブラリー）（2020年9月 岩波書店）
- ウイルスと私（2021年10月 小学館スクウェア）
- 異種移植　医療は種の境界を超えられるか（2022年11月 みすず書房）
- インフルエンザウイルスを発見した日本人 （岩波科学ライブラリー） （2023年8月 岩波書店）

### 共著
- バイオハザード対策ハンドブック（1981年1月 近代出版）大谷明、内田久雄、北村敬共著
- 獣医免疫学（1991年11月 文永堂出版）狩野恭一、吉川泰弘、甲斐知惠子共著
- プリオン病―牛海綿状脳症のなぞ（1996年11月 近代出版）小野寺節共著
- プリオン病―BSE(牛海綿状脳症)のなぞ（2002年8月 近代出版）小野寺節共著
- 忍び寄るバイオテロ （NHKブックス）（2003年2月 日本放送出版協会）三瀬勝利共著
- “眠り病”は眠らない―日本発!アフリカを救う新薬 （岩波科学ライブラリー）（2008年1月 岩波書店）北潔共著
- ワクチン学（2014年2月 岩波書店）三瀬 勝利共著
- ガンより怖い薬剤耐性菌 （集英社新書）（2018年6月 集英社）三瀬 勝利共著
- 人と動物のプリオン病（2003年5月 近代出版）品川森一、立石潤共著

### 翻訳
- 哺乳類初期胚の遺伝子操作―発生工学研究の現状と展望（1988年1月 近代出版）Frank Costantini, Rudolf Jaenisch（共訳）
- カミング・プレイグ―迫りくる病原体の恐怖〈上〉（2000年11月 河出書房新社）ローリー・ギャレット（監訳）
- カミング・プレイグ―迫りくる病原体の恐怖〈下〉（2000年11月 河出書房新社）ローリー・ギャレット（監訳）
- 悪魔の生物学―日米英・秘密生物兵器計画の真実（2001年7月 河出書房新社）エド レジス（監修）
- 異種移植とはなにか―動物の臓器が人を救う（2001年9月 岩波書店）デイヴィッド・K.C. クーパー、ロバート・P. ランザ
- ウイルス学事典 第2版（2002年4月 西村書店）BrianW.J. Mahy｡北野忠彦、石浜朗（共訳）
- なぜ牛は狂ったのか（2002年5月 紀伊國屋書店）マクシム シュワルツ（監修）
- 崩壊の予兆〈上〉―迫りくる大規模感染の恐怖（2003年8月 河出書房新社）ローリー・ギャレット（監訳）
- 崩壊の予兆〈下〉―迫りくる大規模感染の恐怖（2003年8月 河出書房新社）ローリー・ギャレット（監訳）
- だから、アメリカの牛肉は危ない!──北米精肉産業、恐怖の実態（2004年8月 集英社）ドナルド・スタル、マイケル・ブロードウェイ（監修）
- マウス胚の操作マニュアル（2005年9月 近代出版）Andras Nagy , Kristina Vintersten他（共訳）
- 牛疫-兵器化され、根絶されたウイルス-（2020年5月 みすず書房）Amanda Kay McVety

## 受賞歴
- 1992年日本農学、読売農学賞「モービリウィルス感染の発病機構および予防に関する研究」[13]